# Jarring Effects
 (avril 2020).
Si vous disposez d'ouvrages ou d'articles de référence ou si vous connaissez des sites web de qualité traitant du thème abordé ici, merci de compléter l'article en donnant les références utiles à sa vérifiabilité et en les liant à la section « Notes et références ».
 (avril 2021).
Jarring Effects Label est une maison musicale indépendante, spécialisée dans les musiques indie et anticonformistes depuis 1993. À l'origine orienté vers le dub, Jarring Effects s'est peu à peu diversifié, en produisant des artistes de hip-hop, de pop/rock/noise et de musiques électroniques.
Jarring Effects Label est une coopérative depuis 2007.

## Historique
En 1993, un collectif d'amis musiciens et techniciens réaménage une cave afin d’en faire un local de répétition pour leurs groupes, lieu qui devient naturellement un foyer d’expérimentation musicale, de réflexion, et un studio d’enregistrement à part entière.[réf. nécessaire]
Progressivement, l’équipe diversifie ses activités en apportant son soutien au développement d’artistes, et en organisant concerts dans la région et tournées.[réf. nécessaire]
En septembre 1998 la première compilation regroupant les groupes du local de répétition sort chez les disquaires. Un an plus tard, Jarring Effects obtient une licence d’entrepreneur du spectacle et commence à faire du booking et du management pour deux groupes du local : High Tone et Meï Teï Shô. Une division label est créée au sein de l’association et ouvre la voie de l’activité « production phonographique ». Enfin, une première soirée d'importance[réf. nécessaire] est organisée dans la salle de concert Le Transbordeur à Lyon avec huit groupes et six DJ : High Tone, Meï Teï Shô, EZ3kiel, Monsieur Orange, In Extremis, COX 6, Le Peuple de l'herbe et Cosmik Connection. Une nouvelle compilation avec les groupes en question fait suite à cet événement, qui marquera par ailleurs les prémices du « Festival Riddim Collision ». Les premiers albums sont produits au début des années 2000, distribués par des distributeurs français, Kubik et Pias. Parallèlement, la première édition du Festival Riddim Collision voit le jour en décembre, plusieurs plateaux Jarring Effects sont organisés en France, comme lors des Festivals des Vieilles Charrues ou au Bikini à Toulouse, et l’association développe son propre studio d’enregistrement. En septembre 2005 débute une tournée européenne et commune à trois groupes lyonnais (Le Peuple de l'herbe, Meï Teï Shô, High Tone) intitulée « Lyon Calling Tour » qui passe par 17 pays pour 23 concerts.
En 2007 puis en 2009, Jarring Effects sépare ses activités en créant respectivement une SCOP nommée Jarring Effects Label (spécialisée dans la production de phonogrammes et de vidéogrammes) et Active Disorder, association productrice de spectacle et gestionnaire du festival Riddim Collision. L'association Jarring Effects continue quant à elle de s'occuper de l'activité booking du collectif.
Cette dernière rencontre des difficultés financières en 2010, conséquences de la morosité du marché du disque et des problèmes judiciaires. Appuyée par un plan de soutien du CNV, une campagne de dons et le soutien de nombreux médias,, Jarring Effects Association revient à un équilibre comptable en fin d’année.
L'activité du label entérine en 2012 les volontés de diversifier les genres musicaux et de ne pas céder au désœuvrement dus aux crises, globale et du disque particulièrement[réf. souhaitée]. Avec six sorties le premier semestre (R;Zatz, High Tone x Brain Damage, Filastine, Aucan, Brain Damage feat. Sir Jean et Ben Sharpa & 4DLS), Jarring Effects œuvre, de fait, au renouveau de sa ligne directrice musicale, en proposant un spectre large des musiques indépendante : noise, hiphop et électroniques (electro pop, rock, dub ou dubstep).

## Artistes (liste non exhaustive)
Parmi les artistes ayant signé chez JFX (trigramme associé au label), on peut citer :
- High Tone
- La Phaze
- Meï Teï Shô
- Ez3kiel
- Reverse Engineering
- Brain Damage
- Broadway
- Fumuj
- Von Magnet
- Kaly Live Dub
- Scorn
- Panda Dub